# Махов, Александр Сергеевич
Александр Сергеевич Махов (27 октября 1977, Кинешма, Ивановская область) — российский спортивный деятель, учёный в области адаптивной физической культуры и адаптивного спорта. Член Паралимпийского комитета России с 2012 года. Доктор педагогических наук, заведующий кафедрой адаптивной физической культуры Московского гуманитарно-экономического университета, в прошлом заведующий кафедрой физической культуры, спорта и здорового образа жизни Российского государственного социального университета, профессор кафедры безопасности жизнедеятельности и адаптивной физической культуры РГСУ. 
Отличник физической культуры и спорта, вице-президент Федерации спорта слепых России. 
Тренер и судья международной категории по футболу инвалидов.
Международный арбитр по футболу глухих. Первый в истории российский футбольный арбитр, обслуживавший в качестве главного судьи матчи Сурдлимпийских игр (Самсун, Турция, 2017). Тренер сборной команды России по мини-футболу 5×5 (В1) среди тотально слепых — победительницы чемпионата Европы 2017 года в Берлине.

## Биография
Александр Махов родился 27 октября 1977 года в городе Кинешма Ивановской области.
В 1998 году Махов стал игроком профессионального футбольного клуба «Спартак-Телеком» (Шуя) как спортсмен-профессионал. В 1998-99 годах в составе клуба участвовал во второй профессиональной лиге первенства России по футболу. В 2000-2001 гг. в составе команды «Торпедо» (Кинешма) выступал в третьей лиге первенства России по футболу «Золотое кольцо». 
Свою тренерскую и научную деятельность Махов начал в 2001 году в посёлке Колобово Шуйского района Ивановской области, где им был создан сельский школьный спортивный клуб «Колтекс». Параллельно руководил спортивно-оздоровительной работой на Колобовской ткацкой фабрике. Выступал в регулярном чемпионате области по футболу. В 2012 году он стал лучшим бомбардиром чемпионата Ивановской области по футболу среди команд второй лиги, а в 2021 году сыграл 100-й матч в составе футбольного клуба «Колтекс» (п. Колобово), забив 86 мячей. В 2014 году издал монографию «Спортивный клуб в сельской школе» (соавторы: Махов А.С., Правдов М.А., Антонов А.А.).
В 2001 году Махов окончил Шуйский государственный педагогический институт по специальности «Физическая культура и спорт». По окончании вуза Александр начал специализироваться по физической культуре и спорту инвалидов, в том числе с синдромом Дауна. Поступил в аспирантуру по специальности «Теория и методика физического воспитания, спортивной тренировки, оздоровительной и адаптивной физической культуры». Данное научное направление, ставшее профессиональным выбором Махова, не было связано ни с какими личными или семейными причинами. В то время стало публично известно о том, что в семье дочери первого президента России Б. Н. Ельцина Татьяны Дьяченко растёт сын Глеб (род. 1995), родившийся с синдромом Дауна; «солнечный мальчик» впоследствии благодаря правильному уходу и обучению стал спортсменом и способным музыкантом, наизусть исполняет сотни произведений великих композиторов, отлично рисует, решает сложные математические задачи. История Глеба стала поводом для государственной власти в России более внимательно относиться к социализации детей с синдромом Дауна и дала импульс к развитию физической культуры и спорта детей с хромосомной аномалией. Научно-практическим обеспечением этой деятельности и занялся Махов. 
В 2005 году в РГПУ им. А. И. Герцена в Санкт-Петербурге Махов защитил кандидатскую диссертацию по теме «Формирование физической культуры личности сельских подростков в условиях деятельности школьного спортивного клуба». В 2010 году был принят в очную докторантуру ШПГУ по специальности «Теория и методика физического воспитания, спортивной тренировки, оздоровительной и адаптивной физической культуры». В 2013 году Махов получил научное звание доцента по кафедре здоровьесберегающих технологий и адаптивной физической культуры.
В 2013 году в Московском педагогическом государственном университете Махов защитил диссертацию на соискание учёной степени доктора педагогических наук по теме «Управление развитием адаптивного спорта в России».
С 2004 года в качестве арбитра, затем главного арбитра Махов обслуживает матчи чемпионатов России и кубка Президента Российской Федерации по футболу среди инвалидов по слуху и спортсменов с церебральным параличом.
В 2012 году Махов избран членом Паралимпийского комитета России и Союза инвалидов России. Аналитик национальной сурдлимпийской сборной России. В 2016 году назначен деканом только что образованного Факультета физической культуры Российского государственного социального университета, заведующий кафедрой теории и методики физической культуры и спорта РГСУ. Усилиями Махова в Университете открыт многофункциональный спортивный манеж для разносторонних занятий физической культурой и спортом для детей и студентов-инвалидов, в том числе с синдромом Дауна.
В 2017 году Махов был первым арбитром из России, обслуживавшим в качестве главного судьи матчи Сурдлимпийских игр. На 33-й Сурдолимпиаде в Самсуне, Турция Махов судил матчи футбольных сборных как среди мужчин, так и среди женщин, всего 5 игр, в том числе матч открытия Сурдолимпиады. В 2017 году был тренером сборной команды России по мини-футболу среди тотально слепых, выигравшей чемпионат Европы в Берлине.
Махов является автором 34 монографий и учебных пособий, более 450 научных публикаций в России и за рубежом по проблемам развития адаптивного спорта, физической культуры и спорта, маркетинга и менеджмента в спорте, профориентации абитуриентов и трудоустройства выпускников. Публиковался в журналах по физической культуре и спорту.
В 2010 году Махову присуждено звание лауреата и приз «Жемчужина Российского образования» IV Всероссийского профессионального конкурса «Инноватика в образовании». В 2013 году Махов удостоен звания лауреата Всероссийского конкурса «Лучшая научная книга» за монографию «Управление развитием спортивных клубов для лиц с нарушением слуха: социально-педагогические аспекты». Отличник физической культуры и спорта РФ.
С 2017 года - тренер сборной команды России слепых по мини-футболу по мини-футболу 5×5 (В1). В 2017 году сборная России стала чемпионом Европы (Берлин, Германия), в 2018 году заняла 4-е место на чемпионате мира (Мадрид, Испания).
В 2021 году на базе РГСУ под руководством Махова была создана женская футбольная команда слепых спортсменок, которая в 2021, 2022 году стала чемпионом России и трижды обладателем Кубка РФС. С 2021 года Махов – старший тренер женской сборной команды России по мини-футболу 5х5 (В1) (спорт слепых).
В 2019 году был финалистом Национальной спортивной премии в номинации «За служение спорту» (за вклад в развитие физической культуры и спорта). 
Владеет английским языком.
Александр Махов женат. Две дочери - Мария и Полина.